# ناروس ديل كاستيو
بلدية ناروس ديل كاستيو (بالإسبانية: Narros del Castillo) هي بلدية تقع في مقاطعة آبلة التابعة لمنطقة قشتالة وليون وسط إسبانيا.

## الديموغرافيا
بلغ عدد سكان بلدية ناروس ديل كاستيو 182 نسمة عام 2011 (وفقاً للمعهد الوطني للإحصاء الإسباني).
| 271 | 246 | 229 | 296 | 192 | 181 | 182 |